# Pierre Justin Marie Macquart
Pierre Justin Marie Macquart (Hazebrouck, 1778 – Lestrem, 25 novembre 1855) è stato un entomologo, botanico e politico francese.
Durante la Rivoluzione francese Macquart si unì all'esercito del Reno; tornato in Francia nel 1798 si dedicò totalmente alla disciplina che lo aveva sempre appassionato: l'entomologia. Si stabilì quindi a Lestrem, città di cui divenne sindaco e quindi membro del Consiglio di Dipartimento.
Tenne una fitta corrispondenza con Johann Wilhelm Meigen (1764-1845) e pubblicò "Ditteri della Francia settentrionale", fra il 1828 e il 1833. Nella Collana Suites à Buffon redasse i due volumi dedicati ai Ditteri.
Fu eletto membro della Società entomologica di Francia il 1º agosto 1832.

## Opere
| Macquart è l'abbreviazione standard utilizzata per le piante descritte da Pierre Justin Marie Macquart. Consulta l'elenco delle piante assegnate a questo autore dall'IPNI. |

| Macquart è l'abbreviazione standard utilizzata per le specie animali descritte da Pierre Justin Marie Macquart. Categoria:Taxa classificati da Pierre Justin Marie Macquart |